# Club de los Lingüistas (Londres)
El Club de los Lingüistas era un club de idiomas ubicado en Londres, el cual estuvo activo entre 1932 y 1971.
El Club actuó como un sitio de encuentro y escuela para lingüistas, que incluía intérpretes, traductores, estudiantes de idiomas y otros miembros que simplemente querían practicar sus habilidades de lengua. El lema del club era Se comprendre, c'est la paix (la mutua comprensión es la paz).
El dueño y director del club fue Teddy Pilley. El club inicialmente se ubicaba en Kingsway cerca de la estación Holborn, y entonces más tarde en premisas en 20 Grosvenor Sitio (esto era la dirección postal , pero la entrada del Club era de hecho en el mews en el trasero en 8/9 Chester Cercano).
El club proporcionaba clases de idiomas y grupos de discusión menos formales en una variedad de lenguas, que incluían francés, alemán, italiano, español, ruso, y esperanto. Los grupos de discusión podían cubrir cualquier número de temas, excepto política y sexo. El Club de los Lingüistas abría seis días una semana, de 11 a.m. a 11 p.m. Había una barra de bocadillos y no se servía ningún tipo de bebida alcohólica. Había una sala de televisión, una habitación de ping-pong, un pequeño cine para exhibir películas en lenguas extranjeras y bailes con música grabada los viernes por la tarde. Justo después de la Segunda Guerra Mundial, algunos bailes del club tuvieron lugar en el roof garden de Chester Close, que se iluminaba mediante bombillas pintadas de color. Durante algún tiempo, en la década de 1940, 1950 y 1960, el club organizó viajes al extranjero para los miembros y había también visitas a un centro social cerca de Leatherhead, Surrey, conocido como Surrey Cresta.
En los  primeros días de la vida del club, Teddy Pilley propició la formación de los, así llamados,Partidos Laborales(Working Parties), para ayudar a los aspirantes de interpretación. Se estableció también una agencia de traducción, para proporcionar servicios comerciales al público general.
La afiliación al Club de los Lingüistas podía adquirirse para periodos desde un mes hasta un año. Los miembros podían optar por suspender su membresía para los periodos en que se ausentaban del país. Había una tarifa de 100 guineas, para la afiliación de por vida, y muchos tomaron esta opción. También existía una membresía de invitado que duraba un día. El último registro de miembros inscritos cuenta con número ercano a los 70 000.
Bajo la coedición de Teddy Pilley e Hilda Westron, el Club de los Lingüistas publicó una revista mensual, El Lingüista, que tuvo una circulación a nivel mundial.
El Club se expandió en la década de 1950 para incluir una segunda locación en la Posada Niddry, cerca de Kensington High Street. El programa incluía una Escuela de inglés para ayudar a los miembros internacionales a aprender inglés. La Posada Niddry se había construido a inicios del siglo XIX, y había mucho más oportunidad para llevar a cabo actividades ahí que no podían realizarse en Chester Close. La Posada tenía un jardín que medía 1 acre (el jardín privado más grande en Kensington en aquel tiempo), donde organizaban grupos de discusión y clases al aire libre cuando el tiempo era cálido. Había también un salón de baile donde se practicaban lecciones de esgrima y danzas escocesas. La Posada se alquilaba al Consejo de Kensington, y, cuando el convenio expiró, tristemente se demoló la Posada para crear una vía para el nuevo ayuntamiento de Kensington y Chelsea. Algunos de los árboles en el patio del ayuntamiento provienen del jardín de la Posada.